# Kurt Gerlach (Schriftsteller)
Kurt Gerlach (* 4. März 1889 in Dresden; † 13. März 1976 ebenda) war ein deutscher völkischer Schriftsteller und Verfasser von Laienspielen.

## Leben
Gerlach war der Vater der Schriftsteller Tine Schulze-Gerlach und Hubert Gerlach sowie der Großvater des Sängers und Fernsehmoderators Hartmut Schulze-Gerlach. Er unterrichtete in der Schule in Rähnitz-Hellerau bei Dresden und verfasste vor und während der Zeit des Nationalsozialismus eine Reihe von Romanen und Erzählungen national-völkischen Inhaltes. Außerdem verfasste er Märchen- und Laienspiele.
Als Unterstützer des völkisch-nationalsozialistischen Dramas verfasste er Anfang der 1930er Jahre die Schriften Aufleuchten, Deutscher Aufbruch und Drama und Nation. In dem 1929 erschienenen Buch Begabung und Stammesherkunft im deutschen Volke versuchte er, eine Verbindung zwischen der Verteilung kreativer, wissenschaftlicher, politischer und militärischer Begabungen und den Siedlungsgebieten der deutschen Stämme herzustellen. Sei Fazit war, dass die Grenz- und Vermischungsregionen solche Talente in besonders hohem Maße hervorbrächten.
In den 1940er Jahren begann Gerlach über Themen der Geomantik zu publizieren. Ähnlich den von Alfred Watkins in Großbritannien „entdeckten“ Ley-Linien entwickelte Gerlach ein weitgespanntes Netz geometrischer Linien in Deutschland, Mittel- und Nordeuropa, das anders als die britischen Leys nicht vorgeschichtliche Denkmale, sondern Kirchengründungen des 10. und 11. Jahrhunderts verband. Aufsätze zu diesem Thema veröffentlichte er vor allem in der Zeitschrift Germanien.
Einige dieser Aufsätze erschienen 1976 in englischer Übersetzung.
Nach 1945 wohnte er weiterhin in Hellerau, wo er Arbeit als Metallschleifer fand und nur noch einige Laienspiele veröffentlichte.

## Werke
- Germantik, das rechte Leben. Das ist ein Büchlein deutsch. Matthes, Leipzig 1914.
- Wallfahrt nach Raben. Erzählung. Reihe Zweifäusterdruck Bd. 1. Matthes, Hellerau 1918.
- Der Pumphut. Hütchengeschichten. Illustrationen von Robert Budzinski. Zweifäusterdruck Bd. 3. Matthes, Hellerau 1918.
- Die lustige Geschichte zwischen Rom und Sorge. Illustrationen von Fritz Buchholz. Zweifäusterdruck Bd. 57. Matthes, Hellerau 1920.
- Buch der Blondheit. Leipzig 1920.
- Neues Spiel vom Doktor Faust. Leipzig 1921.
- Der Jüngling. Gedichte. Leipzig 1921.
- Fernstenliebe. Bilder von der Erneuerung des Abendlandes. Aufstieg, Leipzig 1923.
- Schneewittchen. Ein Märchenspiel. Hellerau 1925.
- Die Rüpel und das Kind. Ein Spiel. Hellerau 1925.
- Krabat oder Die Zauberschule. Kleines Gruselbuch. Hellerau 1925.
- Hänsel und Gretel. Ein Märchenspiel. Hellerau 1925.
- Die sieben Raben. Ein Märchenspiel. Hellerau 1926.
- Ragnarök. Roman aus dem Ende der nordischen Steinzeit. Hellerau 1927.
- Der Christmarkt. Ein Weihnachtsspiel. Berlin 1927.
- Begabung und Stammesherkunft im deutschen Volke. Feststellungen über die Herkunft der deutschen Kulturschöpfer in Kartenbildern. J. F. Lehmann, München 1929.
- Zwischen den Fronten oder Der Krieg von unten. Roman. Hellerau 1929.
- Der Knabe im Walde. Eine Ausreissergeschichte. Hellerau 1930.
- Aufleuchten. Das Spiel der Jugendbewegung im Vor-Bild der Urburschenschaft. Leipzig 1931.
- Deutscher Aufbruch. Ein Beitrag zur Wegbereitung des neuen Laienspiels und Dramas. Leipzig 1931.
- Drama und Nation. Ein Beitrag zur Wegbereitung eines nationalsozialistischen Dramas. Breslau 1934.
- Kleine Schriften über geometrische Verhältnisse zwischen deutschen Orts- und Klöstergründungen und über den Amsten. 2 Teile. Dresden 1934.
- Das Lächeln Sankt Veits oder Die große Zauberei der Schwarzen Brüder. Leipzig 1939.
- Die Birken in den Steinen. Roman. Matthes, Prag 1942.
- Die weite Fahrt. Roman aus dem Ende der nordischen Steinzeit. Roman. Leipzig 1943.
- Die Straße nach Prag. Leipzig 1943.
- Die Magd und das Gericht. Ein Spiel von der Ehrfurcht vor dem Leben. Weinheim 1957.
- Ich bin Napoleon. Szenischer Querschnitt durch ein Diktatorenleben. Weinheim 1957.